# Ревелл, Алекс
Александер Дэвид Ревелл (англ. Alexander David Revell; род. 7 июля 1983, Кембридж) — английский футболист, игравший на позиции нападающего; тренер.

## Карьера
Выпускник молодёжной команды «Кембридж Юнайтед». Попав в основную команду, играл не очень результативно и был отправлен в аренду в «Кеттеринг Таун» из национальной конференции. В 2004 году покинул «Кембридж» и перешёл в «Брейнтри Таун». В новом клубе стал бомбардиром, забив 35 голов, и помог клубу вернуться в южную конференцию в сезоне 2005/06.